# 代碼冗餘
在程序设计中，冗余代码又稱代碼冗餘，是指计算机程序中出現了不必要的源代码或编译代码，例如一些永远不会执行的代码就是屬於冗余代码。出現冗餘代碼後可以考慮將冗餘代碼刪除。

## 例子
以下是C语言的一個例子
```
int
 
foo
(
int
 
iX
)

{

  
int
 
iY
 
=
 
iX
*
2
;

  
return
 
iX
*
2
;

}

```

其中int iY = iX*2表达式就是多余的代码，可以將其刪除。